# Tętniak

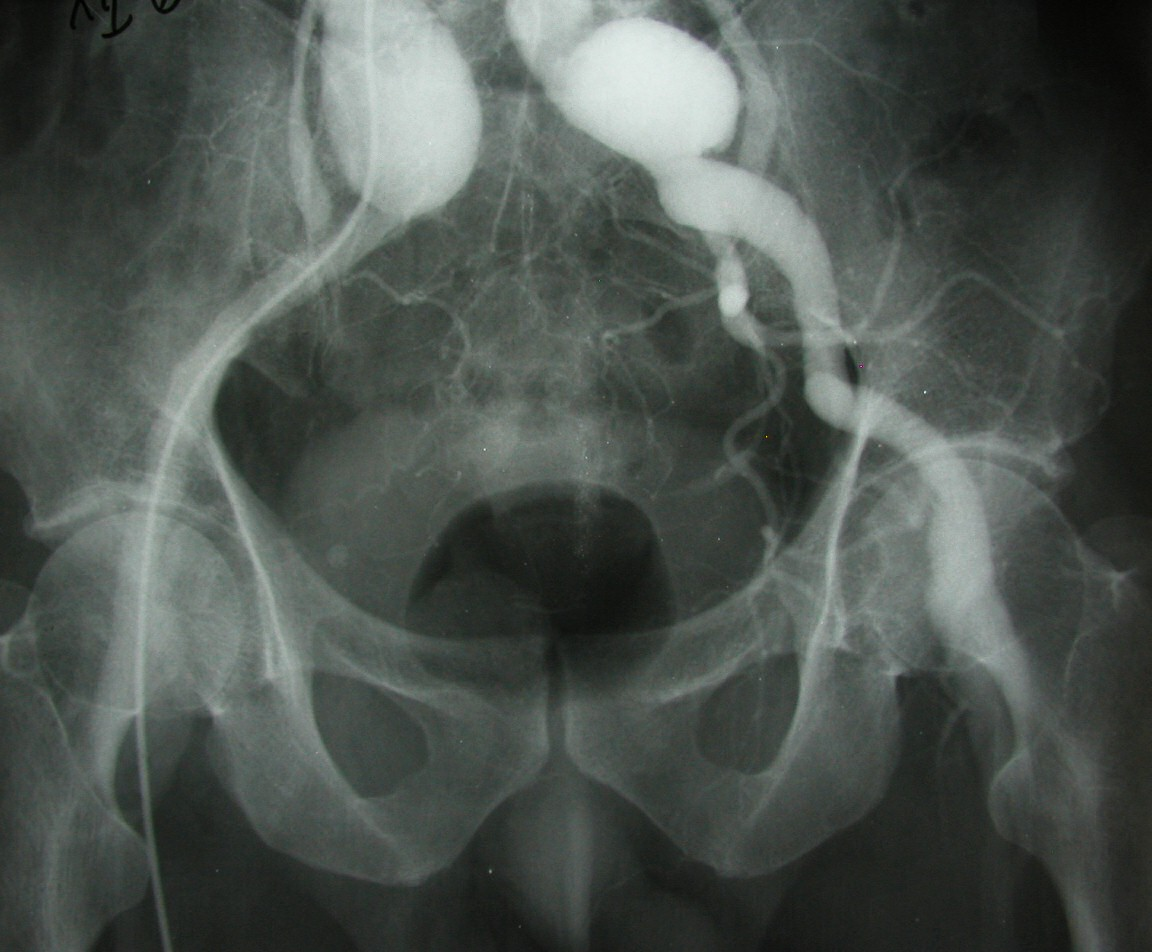
Obustronne tętniaki prawdziwe tętnic biodrowych – angiografia

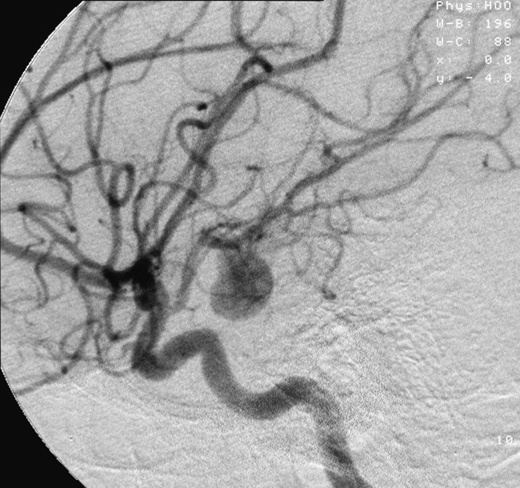
Angiografia tętniaka tętnicy środkowej mózgu

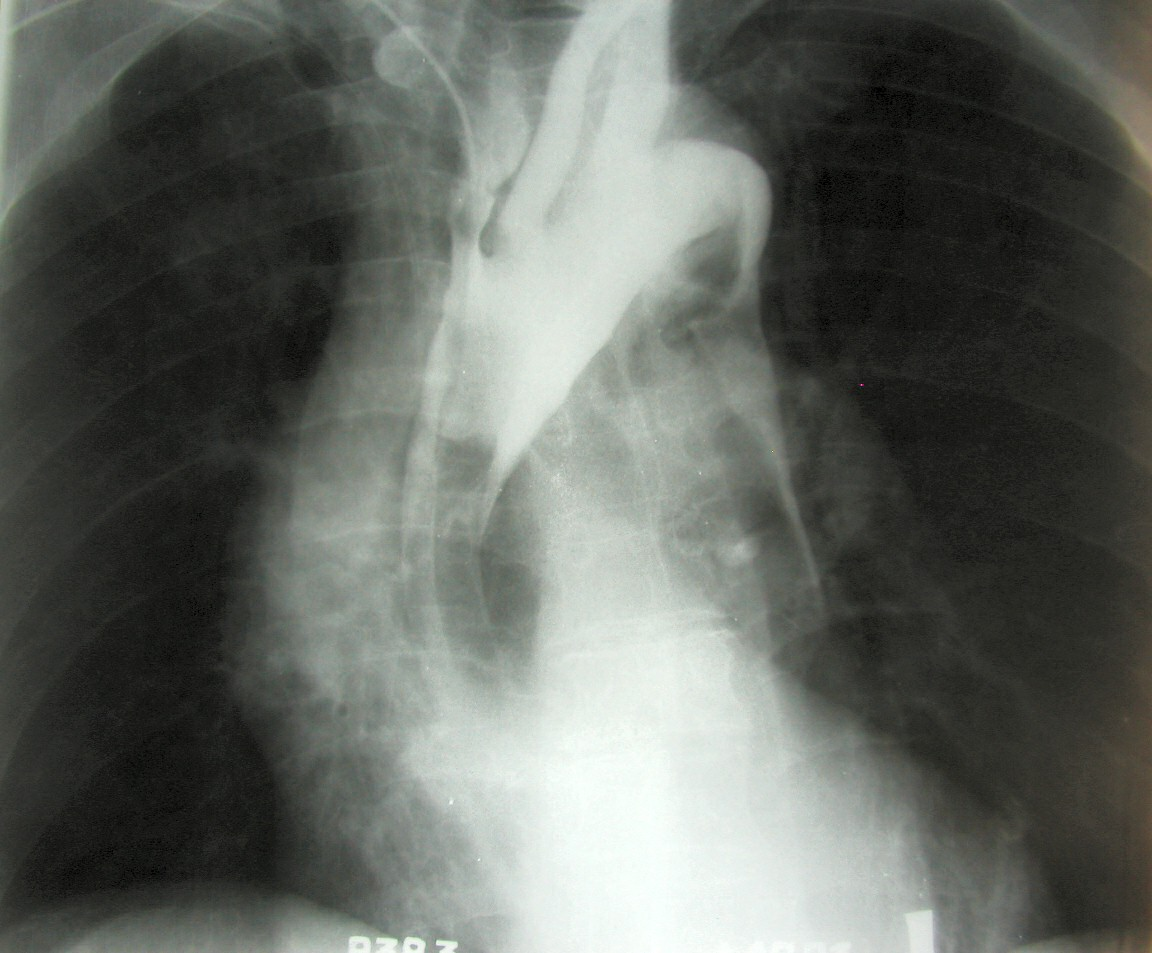
Tętniak rozwarstwiający aorty – angiografia

Tętniak (łac. aneurysma, ang. aneurysm lub aneurism z gr. ana- w górę, więcej, eurys szeroki, aneurynein rozszerzać) – wypełnione krwią, ograniczone poszerzenie światła naczynia krwionośnego (tętnicy, wyjątkowo rzadko żyły). Mają kształt wrzeciona lub worka, są lokalnie ograniczone, cechuje je powiększenie poprzecznego przekroju tętnic (rzadko żył) w wyniku wrodzonych lub nabytych zmian ściany. To odróżnia tętniaka od ektazji, na przykład trwałe poszerzenie naczyń krwionośnych (i narządów pustych), które rozwinęło się pomimo nienaruszonego stanu wszystkich zaangażowanych warstw ścian. Tętniak, zwłaszcza gdy pęknie, stanowi poważne zagrożenie dla zdrowia i życia. 

## Podział patogenetyczny
- tętniak prawdziwy (łac. aneurysma verum; ang. true aneurysm)
- tętniak rzekomy (łac. aneurysma spurium; ang. false aneurysm)
- tętniak rozwarstwiający (łac. aneurysma dissecans; ang. dissecting aneurysm)

Tętniaki mogą powstawać we wszystkich tętnicach oraz w sercu. Stosunkowo często pojawiają się w aorcie (zapalne, pourazowe, powikłanie nadciśnienia), tętnicy udowej (na skutek zabiegów związanych z nakłuwaniem światła naczynia), tętnicy podkolanowej (urazy). Mogą być konsekwencją zmian miażdżycowych, urazów, nadciśnienia oraz zespołu Marfana. Tętniaki serca są najczęściej powikłaniem zawału mięśnia sercowego.
Objawami tętniaka, w przypadku tętnic biegnących powierzchownie, jest widoczne tętniące wybrzuszenie.

## Lokalizacja tętniaków
- tętniak aorty
- tętniak serca
- tętniak tętnicy udowej
- tętniak tętnicy podkolanowej
- tętniak tętnicy nerkowej
- tętniak tętnic mózgowych
- inne (do 2019 opisano 55 przypadków tętniaka żyły głównej dolnej[2]

## Przyczyny
Głównymi przyczynami są choroby zwyrodnieniowe ścian naczyń (w ponad 80% przypadków miażdżyca). Dużo rzadsze przyczyny to urazy, infekcje (gorączka reumatyczna, kiła, borelioza), stany zapalne i wrodzone osłabienie tkanki łącznej (zespół Marfana, zespół Ehlersa-Danlosa). U około pięciu do siedmiu procent nosicieli tętniaka występują one wielokrotnie w różnych lokalizacjach ciała. Tętniaki aorty dotykają nie tylko dorosłych, ale mogą również mieć znaczenie kliniczne w wyniku zespołu Marfana lub późnych skutków przeciążenia objętościowego aorty we wrodzonych wadach serca z przeciekiem prawo-lewym lub zależną od przecieku perfuzją płuc. Ponadto po przebyciu zespołu Kawasaki w tętnicach wieńcowych mogą wystąpić tętniaki. Badanie opublikowane w 2010 roku dokumentuje również znacznie zwiększone ryzyko wystąpienia tętniaków mózgu u pacjentów z dwupłatkową zastawką aortalną, stosunkowo częstą wrodzoną wadą zastawki aortalnej.[3] Uważa się, że w zespole Hughesa-Stovina zakażone zatory powodują tętniaki naczyń płucnych.

## Klasyfikacja ICD10
| kod ICD10     | nazwa choroby                                                    |
| ------------- | ---------------------------------------------------------------- |
| ICD-10: I72   | Tętniak innych tętnic                                            |
| ICD-10: I72.0 | Tętniak tętnicy szyjnej                                          |
| ICD-10: I72.1 | Tętniak tętnicy kończyny górnej                                  |
| ICD-10: I72.2 | Tętniak tętnicy nerkowej                                         |
| ICD-10: I72.3 | Tętniak tętnicy biodrowej (wspólnej) (zewnętrznej) (wewnętrznej) |
| ICD-10: I72.4 | Tętniak tętnicy kończyny dolnej                                  |
| ICD-10: I72.8 | Tętniak innych określonych tętnic                                |
| ICD-10: I72.9 | Tętniak o nieokreślonym umiejscowieniu                           |